# You Can Leave Your Hat On
"You Can Leave Your Hat On" is een nummer van de Amerikaanse singer-songwriter Randy Newman. Het nummer verscheen als de elfde track op zijn album Sail Away uit 1972. In 1976 werd het nummer gecoverd door The Jess Roden Band. In 1986 werd het nummer opnieuw gecoverd door de Britse zanger Joe Cocker op zijn album Cocker. Op 10 februari dat jaar werd het nummer eerst in de VS en Canada op single uitgebracht. In juli dat jaar werd het nummer in Europa, Australië en Nieuw-Zeeland uitgebracht als de derde single van het album.

## Achtergrond
"You Can Leave Your Hat On" is geschreven door Newman zelf, maar werd nooit door hem als single uitgebracht. Hij vertelde later dat het nummer "te laag was voor mij om te zingen. Ik kan het niet hard rocken, wat ik misschien had moeten doen... of misschien niet."
In 1986 werd "You Can Leave Your Hat On" succesvol gecoverd door de Britse zanger Joe Cocker voor zijn album Cocker. Deze versie van het nummer werd gebruikt in de film 9½ Weeks uit 1986 tijdens een bekende scène waarin het personage van Kim Basinger een stripteaseact uitvoert voor het karakter van Mickey Rourke. Hierop werd het een hit in een aantal landen. In de Verenigde Staten behaalde de plaat de Billboard Hot 100 niet, maar kwam wel tot een 35e positie in de Hot Mainstream Rock Tracks-lijst. In Italië werd het daarentegen een nummer 1-hit. In Australië behaalde de plaat de 23e positie.
In Nederland werd géén notering behaald in de destijds twee landelijke hitlijsten op de nationale publieke popzender Radio 3 (de Nederlandse Top 40 en de Nationale Hitparade. Ook in de Europese hitlijst op Radio 3, de TROS Europarade, werd géén notering behaald.
Ook in België behaalde de plaat géén notering in zowel de voorloper van de Vlaamse Ultratop 50 als de Vlaamse Radio 2 Top 30 en de Waalse hitlijst.
De videoclip werd gefilmd in januari 1986. In de video is Cocker te zien die het nummer zingt met zijn band, terwijl er ook beelden te zien zijn van de stripteasescène van Kim Basinger uit de film 9½ Weeks.
"You Can Leave Your Hat On" is gecoverd door een aantal andere artiesten. Etta James bracht het in 1974 als eerste artiest uit als single. In 1976 kwam een cover uit van Merl Saunders and Aunt Monk, wat de eerste opname van het nummer was met blaasinstrumenten, die Cocker in 1986 ook gebruikte. In 1995 zette de Nederlandse zanger René Froger het nummer op zijn eerste livealbum René Froger: Live in concert. Tom Jones coverde het nummer in 1997 voor de soundtrack van de film The Full Monty. In 1999 bereikte countrymuzikant Ty Herndon met zijn versie de 72e positie in de Amerikaanse countrylijsten. De Canadese zanger Garou zette het nummer in 2001 op zijn eerste livealbum Seul avec vous. Newman nam in 2003 zelf een nieuwe versie van het nummer op voor zijn album The Randy Newman Songbook, Vol. 1. Andere covers zijn gemaakt door onder anderen Jerry Garcia Band, Jess Roden, Three Dog Night en Bill Wyman.

## NPO Radio 2 Top 2000
| Nummer met noteringen in de NPO Radio 2 Top 2000 | '99 | '00 | '01 | '02 | '03  | '04 | '05 | '06 | '07  | '08 | '09 | '10 | '11  | '12  | '13  | '14  | '15  | '16  | '17  | '18  | '19  | '20  | '21  | '22  | '23  | '24  |
| ------------------------------------------------ | --- | --- | --- | --- | ---- | --- | --- | --- | ---- | --- | --- | --- | ---- | ---- | ---- | ---- | ---- | ---- | ---- | ---- | ---- | ---- | ---- | ---- | ---- | ---- |
| You Can Leave Your Hat On                        | 811 | -   | 626 | 750 | 1084 | 775 | 833 | 829 | 1069 | 873 | 933 | 797 | 1062 | 1109 | 1090 | 1226 | 1117 | 1141 | 1311 | 1222 | 1243 | 1004 | 1324 | 1547 | 1582 | 1930 |

1. ↑  Een '-' betekent dat het nummer niet was genoteerd en een vetgedrukt getal geeft de hoogste notering aan.